# Adapedonta
Adapedonta — отряд морских, солоноватоводных и пресноводных двустворчатых моллюсков из подкласса Разнозубые. Известны в ископаемом виде.
Представители характеризуются равностворчатыми раковинами, замковый аппарат которых состоит из небольшого количества кардинальных зубов и многочисленных длинных латеральных зубов. Раковины лишены перламутрового слоя. Жабры пластинчатые. Обитают во всех океанах от тропических до полярных вод и в пресных водах на всех материках, кроме Антарктиды.

## Классификация
По данным Molluscabase, на январь 2025 года отряд включает следующие надсемейства и семейства:
- Edmondioidea W. King, 1850 †
  - Edmondiidae W. King, 1850 †
  - Pachydomidae P. Fischer, 1887 †
- Hiatelloidea J. E. Gray, 1824
  - Hiatellidae J. E. Gray, 1824
- Solenoidea Lamarck, 1809
  - Pharidae H. Adams & A. Adams, 1856
  - Solenidae Lamarck, 1809